# PT-Mi-Ba-III
PT-Mi-Ba-III (cz. Protitanková mina bakelitová III) – czechosłowacka przeciwgąsienicowa mina przeciwpancerna. Z uwagi na minimalną zawartość części metalowych trudna do wykrycia przy pomocy wykrywaczy saperskich.
PT-Mi-Ba-III ma korpus wykonany z tworzywa sztucznego zawierający 8 kg trotylu. W środkowej części korpusu znajduje się otwór wewnątrz którego umieszczany jest zapalnik o działaniu naciskowym typu Ro-2 z zapałem Žk. Mina posiada wyższą niż miny starszej generacji odporność na trałowanie ładunkami wydłużonymi. Jej wadą jest brak dodatkowych gniazd na zapalniki przekształcające ją w minę nieusuwalną.
Mina PT-Mi-Ba-III była produkowana licencyjnie w Polsce i nadal pozostaje na uzbrojeniu Wojska Polskiego.